# Упередження переконань
Упередження переконань — це тенденція оцінювати силу аргументів на основі правдоподібності їх висновку, а не того, наскільки вони такий висновок підтримують.

## Приклади
Він не може бути хорошим лікарем, він такий юний.
Вона не може бути хорошою менеджеркою, вона жінка.
Цей автомобіль не може бути надійним, він дешевий.
Цей ресторан не може бути хорошим, він такий непривабливий ззовні.
Ця книга не може бути цікавою, вона така товста.
У всіх цих прикладах людина формує своє упередження на підставі своїх попередніх досвідів і знань, але це може бути недостовірно чи неправильно, і це може призвести до неправильних висновків чи рішень.

## Силогізми
Силогізм — це тип логічного аргументу, в якому одне судження (висновок) випливає з двох або більше інших (засновків) особливої форми. Класичний приклад чинного силогізму:
Всі люди — смертні. (основний засновок)
Сократ — людина. (другорядний засновок)
Тому, Сократ є смертним. (висновок)
Прикладом нечинного силогізму є:
Всі дівчатка-підлітки — амбітні.
Дівчатка-підлітки докладають зусиль у навчанні.
Тому, дівчата навчаються, бо амбітні.
У проведених експериментах, більшість учасників як правило неправильно визначали, що в цьому силогізму висновок випливає з засновків. В реальному світі (тобто поза експериментом) може бути правдою, що a) дівчата навчаються та b) це тому, що вони амбітні. Однак, сам аргумент є оманою, оскільки висновок не підтримується засновками. Чинність аргументу не дорівнює істинності його висновку: є чинні аргументи для хибних висновків та нечинні аргументи для справжніх висновків. Тому є помилковим оцінювати силу аргументів на основі правдоподібності їх висновку. Така помилка судження називається упередження переконань.

## Дослідження
У серії експериментів, проведеній Евансом, Барстоном та Поллардом (1983) учасників попросили надати оцінку парадигмам, що містили два засновки та висновок, тобто здійснити оцінку логічної чинності. Однак учасники продемонстрували упередження переконань, оскільки мали тенденцію відкидати чинні аргументи з висновками, в які важко повірити, та високо оцінювати нечинні аргументи з висновками, які здавалися їм ймовірними. Тобто замість виконання завдання (оцінка логічної чинності), учасники засновувати свою оцінку на власних персональних переконаннях.
Результати експериментів продемонстрували також більше сприйняття більш ймовірних (80%), а не неймовірних (33%) висновків. Учасники також проілюстрували докази логічних компетенцій, що призвело до зростання сприйняття чинних (73%) замість нечинних (41%). Крім того, є різниця між ймовірним та чинним (89%) проти неймовірного та нечинного (56%) (Evans, Barston & Pollard, 1983; Morley, Evans & Handley, 2004).
Інші науковці доводили, що використання більш реалістичного змісту силогізмів сприятиму більш нормативній поведінці учасників, оскільки використання абстрактного, штучного змісту негативно (упереджено) впливає на їх поведінку. Тому необхідні додаткові дослідження для визначення чому і коли виникає упередження переконань і чи є певні механізми, відповідальні за це. Також є певні докази, що існують чіткі індивідуальні відмінності в нормативній реакції, які можна передбачити виміром часу реакції учасників.